# Pupalia natalensis
Pupalia natalensis är en amarantväxtart som beskrevs av Otto Wilhelm Sonder. Pupalia natalensis ingår i släktet Pupalia och familjen amarantväxter. Inga underarter finns listade i Catalogue of Life.